# Natriumazide
Natriumazide (NaN3) is het azide van natrium. De stof komt voor als kleurloze en reukloze hexagonale kristallen. Natriumazide is oplosbaar in water en ethanol.

## Synthese
Natriumazide wordt in twee stappen bereid:
- Eerst worden natrium en ammoniak omgezet in natriumamide:
{\displaystyle {\ce {2 Na + 2 NH3 -> 2 NaNH2 + H2}}}
- Vervolgens reageren natriumamide en distikstofmonoxide met elkaar, om zo natriumazide te vormen:
{\displaystyle {\ce {2 NaNH2 + N2O -> NaN3 + NaOH + NH3}}}

## Toepassingen
Natriumazide wordt gebruikt in ziekenhuizen en laboratoria als biocide met name om de groei van gramnegatieve bacteriën te remmen. In lage concentraties wordt het gebruikt in coronazelftesten.
In het laboratorium wordt natriumazide ingezet om benzylazide te bereiden, uitgaande van benzylbromide.
Natriumazide werd in vroege airbags in auto's gebruikt om stikstofgas te genereren dat de airbag opblaast. De stof ontbindt volgens de reactie:
{\displaystyle {\ce {2 NaN3 -> 2 Na + 3 N2}}}
Natriumazide is in latere generaties van airbags vervangen door minder gevoelige en minder toxische gasvormende explosieven zoals nitroguanidine of guanidinenitraat. Natriumazide is namelijk zeer giftig en mogelijk chemisch instabiel. Een andere reden was het gevaar dat het zeer reactieve natrium achterblijft nadat de airbag is afgegaan. Dat komt spontaan heftig tot ontbranding als het in contact komt met water, bijvoorbeeld bij een brand en bij het blussen daarvan.

## Toxicologie en veiligheid
Natriumazide kan ontploffen bij verwarming boven het smeltpunt, vooral bij het snel verhitten. De oplossing in water is een zwakke base. Het reageert met koper, lood, zilver, kwik en koolstofdisulfide, met vorming van bijzonder schokgevoelige stoffen. De stof reageert met zuren, waarbij het giftige en ontplofbare waterstofazide wordt gevormd.
Natriumazide remt de oxidatieve fosforylering door onomkeerbaar te binden aan de heem co-factor van het cytochroom-c-oxidase eiwitcomplex, op vergelijkbare wijze als cyanide.
De stof is irriterend voor de ogen, de huid en de luchtwegen. Blootstelling aan concentraties boven de toegestane grenzen zou effecten op het zenuwstelsel kunnen hebben. De LD50 ligt op >28 – ≤34 mg/kg.
Natriumazide wordt in verband gebracht met het zelfdodingspoeder "Middel X". Het is echter geen humaan zelfdodingsmiddel. Het kan een uiterst pijnlijke doodstrijd met veel spierkrampen en braken tot gevolg hebben die tot 40 uur na inname kan duren. Vergiftiging veroorzaakt tevens hevige hoofdpijn en er is geen tegengif beschikbaar.